# Saská vinařská stezka

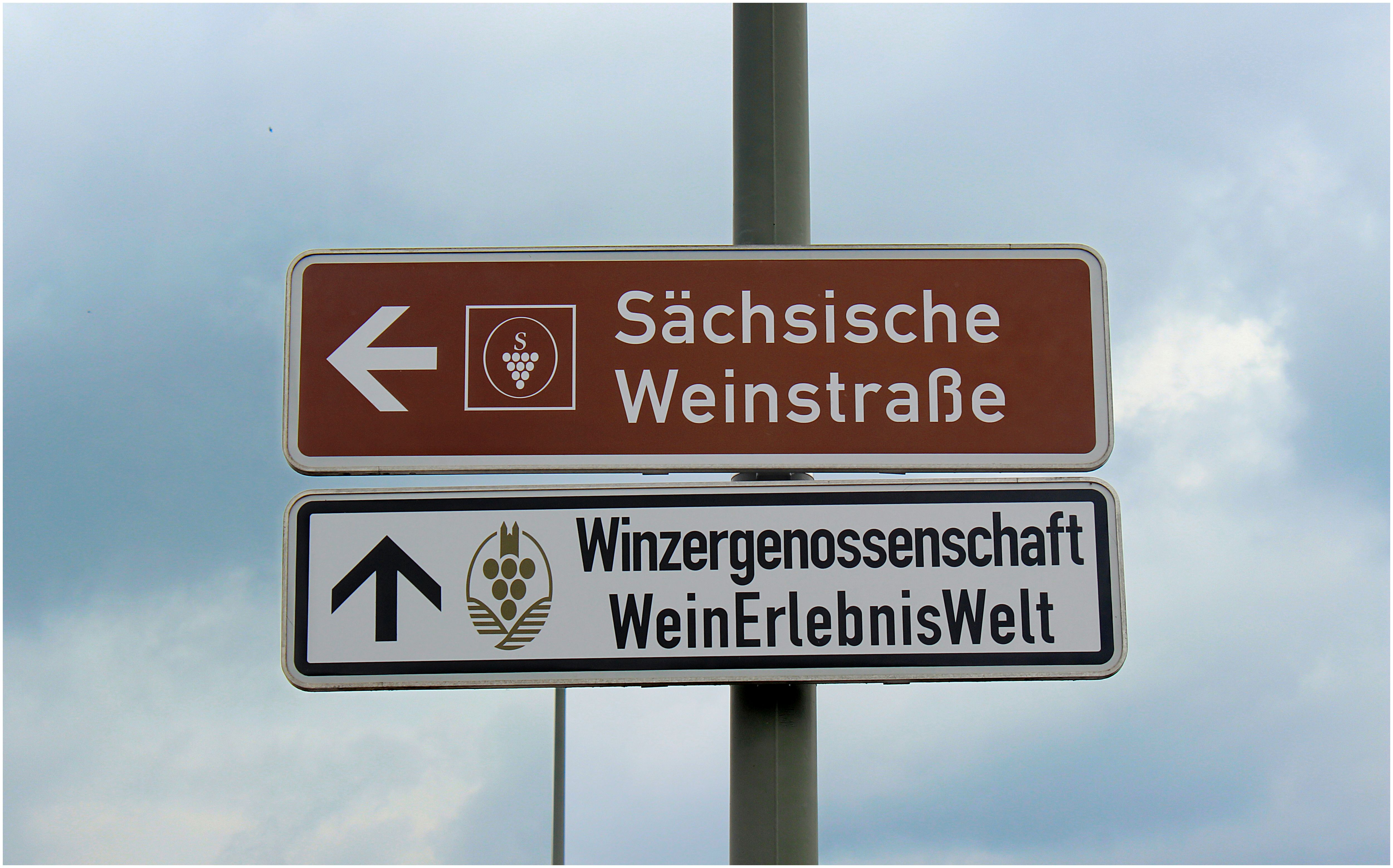
Informační cedule

Saská vinařská stezka (německy Sächsische Weinstraße) vede saskou vinařskou oblastí a je zhruba 60 km dlouhá. Byla otevřena 29. května 1992. Vede z Pirny do Diesbar-Seußlitz přes vinice v Drážďanech-Pillnitz, Radebeul, Coswig, Míšen a další vinařské obce.

## Charakteristika
Saská vinařská stezka vede druhou nejmenší a nejseverovýchodnější ze 13 německých vinařských oblastí. Přednostně se pěstuje Ryzlink rýnský, Müller-Thurgau, Rulandské bílé, Rulandské šedé, Tramín a Kerner. Odrůda Goldriesling a „ Schieler “, směs červených a bílých hroznů, jsou místní speciality.

## Pamětihodnosti
- Diesbar-Seußlitz s vinicemi, barokním zámkem a vesnickým kostelem, který postavil George Bähr
- Diera-Zehren
- Zadel
- Zámek Proschwitz (1707) na výšinách východně od Labe
- Míšeň s památkami: Míšeňská katedrála, Albrechtsburg, porcelánka, soukenický cechovní dům z roku 1523
- viniční úbočí pod Spaargebirge (naučná stezka Kapiterberg, několik vyhlídek)
- Weinböhla (severovýchodně od Labe ve vnitrozemí), kdysi uzavřená vinařská oblast, koncem 19. století postižené révokazem
- Coswig
- Vinice Radebeul s barokními pavilony a paláci. Zámek Wackerbarth s vinným sklepem, degustační místností, parkem a restaurací. Muzeum vína s degustační místností je zřízeno v zámečku Hoflößnitz, jehož historie sahá až do 17. století, byl postaven v renesančním stylu kurfiřta Jana Jiřího I. K zámku Spitzhaus Matthäuse Daniela Pöppelmanna z roku 1750 vede 390 kamenných schodů.
- Drážďany
- kostel Maria am Wasser v Hosterwitz, jediný dochovaný tzv. vinařský sloup a památky na historii dopravy (most Blaues Wunder, Drážďanská horská dráha) v Loschwitz
- Zámek Pillnitz, viniční kostel sv, Ducha a bývalý královský lis na víno v Pillnitz
- barokní zahrada Großsedlitz (na levém břehu Labe u Heidenau)
- Pirna

## Doprava
Saská vinařská stezka se přednostně jezdí autem. Na hlavních místech zastavuje také Saská paroplavba.
Také labská cyklostezka, která vede podél Labe několikrát křižuje vinařskou stezku.